# Прилукский район
Прилу́кский райо́н (укр. Прилуцький район) — административная единица на юге Черниговской области Украины. Административный центр — город Прилуки.

## География
Площадь — 5210,8 км².

## История
Район образован в УССР в 1923 году. 21 января 1959 года к Прилукскому району была присоединена часть территории упразднённого Яблуновского района.
17 июля 2020 года в результате административно-территориальной реформы район был укрупнён, в его состав вошли территории:
- Прилукского района,
- Варвинского района,
- Ичнянского района,
- Сребнянского района,
- Талалаевского района,
- а также город областного значения Прилуки.

## Население
Численность населения района в укрупнённых границах — 158,2 тыс. человек.
Численность населения района в границах до 17 июля 2020 года по состоянию на 1 января 2020 года — 34 406 человек, из них городского населения — 10 548 человек, сельского — 23 858 человек.

## Административное устройство
Район в укрупнённых границах с 17 июля 2020 года делится на 11 территориальных общин (громад), в том числе 2 городские, 7 поселковых и 2 сельские общины (в скобках — их административные центры):
- Городские:
  - Прилукская городская община[укр.]* (город Прилуки),
  - Ичнянская городская община (город Ичня);
- Поселковые:
  - Варвинская поселковая община (пгт Варва),
  - Ладанская поселковая община (пгт Ладан),
  - Линовицкая поселковая община (пгт Линовица),
  - Малодевицкая поселковая община (пгт Малая Девица),
  - Парафиевская поселковая община (пгт Парафиевка),
  - Сребнянская поселковая община (пгт Сребное),
  - Талалаевская поселковая община (пгт Талалаевка);
- Сельские:
  - Сухополовская сельская община (село Сухополова),
  - Яблуновская сельская община (село Яблуновка).